# Всеволож (Черниговская область)
Всеволож — древнерусский город в Черниговской земле, упоминающийся в 1147 году в Никоновской летописи, когда киевский князь Изяслав Мстиславич вместе с братом Ростиславом Смоленским сжёг ряд черниговских городов: Всеволож, Белую Вежу, Бохмач, Уненеж и «инии грады мнози» и осадил город Глебль. Упомянут также под 1159 годом наряду с Любечем, Моровийском и Оргощем как один из центров вотчины черниговского князя Святослава Ольговича.
Строительство Всеволожа связывается с деятельностью черниговского князя Всеволода Ярославича (правил в 1073—1078 годах) или его тёзки Всеволода Ольговича (правил в 1127—1139). Городище, представляющее собой остатки Всеволожа, расположено близ созвучного села Сиволож Нежинского района Черниговской области. Археологические исследования, проведённые В. П. Коваленко, позволили датировать возникновение Всеволожа концом XI века. В 1239 году город разрушили орды Батыя.